# Kladje, Laško
Kladje este o localitate din comuna Laško, Slovenia, cu o populație de 34 de locuitori.